# سعيد الطيان
سعيد ياسين الطيان (ولد عام 1931)، ضابط سوري شغل مناصب عسكرية عديدة في الجيش العربي السوري. وُلد في مدينة دمشق. انتسب إلى الكلية العسكرية سنة 1949 وتخرج كملازم في سلاح المدفعية سنة 1951. ترفع إلى رتبة ملازم أول في 1953، ثم إلى رتبة نقيب (رئيس سابقاً) في 1957، ثم إلى رتبة مقدم في 1960 وإلى رتبة عقيد ركن في 1963 وإلى رتبة عميد ركن في 1967 ثم إلى رتبة لواء في 1972. تقاعد من الجيش لبلوغ السن القانوني في 1993. وتُوفي في دمشق في 12 مارس 2009. اشترك في أكتوبر 1973 في حرب أكتوبر التحريرية بصفته رئيس هيئة التدريب.

## المناصب العسكرية
- قائد سرية في الفوج الثاني م.ط 1958.
- مدير مدرسة مدفعية مضاد للطائرات 1962.
- رئيس أركان الجبهة 1963.
- مدير كلية الأركان 1965.
- مؤسس وقائد الفرقة الخامسة 1965.
- قائد منطقة دمشق 1966.
- رئيس هيئة التدريب 1969.
- مؤسس ومدير مركز الدراسات العسكرية 1978.
- قائد قوات الردع في لبنان 1979.

## الشهادات العسكرية
- دورة العلوم العسكرية «فرونزة» في روسيا.
- دورة أركان عليا «فوروشيلوف».

## الأوسمة
- وسام الإخلاص.
- وسام الإخلاص د-1 .
- وسام الإخلاص د- ممتازة.
- وسام ذكرى قيام الوحدة.
- نوط النصر.
- وسام الاستحقاق السوري د-3.
- وسام الاستحقاق السوري د-2.
- وسام الاستحقاق السوري د-1.
- وسام الاستحقاق السوري د- ممتازة.
- ميدالية يوم الجيش.
- وسام الجيش العربي السوري.
- وسام 8 آذار.
- وسام الخدمة الطويلة والخدمة الحسنة.
- وسام التدريب.
- نوط يوم جيش تحرير فلسطين.
- وسام الذكرى 25 لتأسيس الجيش.
- وسام التدريب د-1.
- وسام 6 تشرين.
- وسام الاستحقاق من المغرب د-1.
- الوسام الحربي د-1.
- وسام الشجاعة د-1.
- وسام الاستحقاق العسكري لجمهورية كوريا الديمقراطية.

له عدة مؤلفات في الإستراتيجية العسكرية والموسيقى. يهوى الموسيقى الكلاسيكية العالمية. زوجته قمر عطار (توفيت عام 2022) ولهما من الأولاد أحمد مروان (مهندس معماري)، سوسن، محمد غسان (توفي عام 1980) وميسون.
(بالإنجليزية: Said Tayan)‏
(بالفرنسية: Saïd Tayyan)‏